# Intel i960
i960 (або i80960) — RISC-процесор Intel, популярний в 1990-х роках. Застосовувався у вбудованих системах і мікроконтролерах.[джерело?]
Наприкінці 1990-х випуск Intel i960 був припинений через угоди з DEC, за якими Intel отримала право виробляти процесори StrongARM.
Використовується у деяких військових застосунках.[джерело?]

## Походження
Проєктування i960 було розпочато через провал проєкту iAPX 432 на початку 1980-х років. Особливістю iAPX 432 була підтримка на апаратному рівні мов, що підтримують розмітку, захист пам'яті і збір сміття — таких, як Ada і LISP. Але, через низку проблем (складність навчання програмуванню, гібридні компоненти реалізації та ін), iAPX 432 мав порівняно низьку швидкодію.
У 1982 році Intel і Siemens створили спільну компанію BiiN (Billions Invested In Nothing), одним із завдань якої була розробка відмовостійкої об'єктно-орієнтованої системи з апаратною підтримкою мови Ада. До цього проєкту долучилися багато учасників команди i432. Як керівник проєкту був запрошений Гленфорд Майерс, який раніше працював в IBM.
Перші робочі чипи нового процесора з'явилися наприкінці 1985 року.
Унаслідок внутрішньої конкуренції з 80386 і з i860 (ще одного RISC-процесора Intel), i960 не став процесором загального призначення, але зате знайшов застосування в сфері високопродуктивних 32-бітних вбудованих систем.
Процесор використовувався у відмовостійких бортових комп'ютерах винищувачів F-22, де застосовано 2 ЕОМ по 66 модулів кожна, основою яких є процесор i960.  Їх планувалося замінити в F-22, вироблених після 2004-2005 років.

## Архітектура
Щоб уникнути проблем з продуктивністю, з якими зіткнувся i432, в i960 була використана архітектура RISC (у повному обсязі — тільки в i960MX), а підсистема пам'яті стала 33-бітною — 32-бітові слова і один біт, який вказує на «захищеність» пам'яті. Була обрана оригінальна Berkeley RISC-архітектура, особливо в частині використання технології реєстрових вікон («register windows»), яка забезпечує більш швидкий виклик процедур. Конкуруюча архітектура Стенфордського університету, реалізована в MIPS, не використовує цю систему, покладаючись у цьому питанні на компілятор. Як і в більшості 32-бітних архітектур, на відміну від 80386, i960 має 32-бітну «пласку» пам'ять без сегментації. Для архітектури i960 також передбачалася суперскалярна реалізація виконання команд.